# Jurand Drop
Jurand Marcin Drop (ur. 3 września 1975 w Krakowie) – polski urzędnik państwowy, ekonomista i nauczyciel akademicki. Od 2023 podsekretarz stanu w Ministerstwie Finansów, w roku 2015 był podsekretarzem stanu w Ministerstwie Administracji i Cyfryzacji.

## Życiorys

### Wykształcenie
Absolwent II Liceum Ogólnokształcącego im. Króla Jana III Sobieskiego w Krakowie. W 1999 ukończył studia magisterskie z ekonomii na Akademii Ekonomicznej w Krakowie. Studiował także historię na Uniwersytecie Jagiellońskim. W latach 1999–2005 pracował jako asystent w Katedrze Makroekonomii UE, gdzie wykładał makroekonomię, ekonomię matematyczną i europejską unię walutową na pierwszej z uczelni.

### Kariera zawodowa
W latach 2005–2008 pracował w Dyrekcji Generalnej ds. Społeczeństwa Informacyjnego i Mediów w Komisji Europejskiej, zajmując się programem rozwoju cyfryzacji i2010, programem reform gospodarczych Strategia Lizbońska oraz analizami ekonomicznymi.
Następnie pomiędzy rokiem 2009 a 2011 pełnił funkcję naczelnika Wydziału ds. strategii i koordynacji programów narodowych w Departamencie Społeczeństwa Informacyjnego Ministerstwa Spraw Wewnętrznych i Administracji.
W roku 2011 objął stanowisko radcy ds. analiz ekonomicznych w Zespole Ambasadora w Stałym Przedstawicielstwie RP przy Unii Europejskiej w Brukseli, gdzie reprezentował Polskę m.in. w Grupie Zadaniowej ds. Grecji, zajmującej się rozwiązywaniem kryzysu fiskalnego w tym kraju. Następnie w latach 2012–2015 pełnił funkcje radcy ds. społeczeństwa informacyjnego, pracując jako przedstawiciel Polski w grupach roboczych Rady wypracowujących akty prawne z zakresu cyfryzacji, telekomunikacji, usług pocztowych, i cyberbezpieczeństwa, a okresowo także ochrony danych osobowych czy sprzętu radiotelekomunikacyjnego.
11 maja 2015 został podsekretarzem stanu w Ministerstwie Administracji i Cyfryzacji odpowiedzialnym za politykę cyfryzacji, telekomunikację, cyberbezpieczeństwo i administrację elektroniczną. Funkcję pełnił do 16 listopada 2015.
Od 2020 r. był koordynatorem krajowym ds. Finlandii, Litwy i Polski w Dyrekcji Generalnej ds. Sieci Telekomunikacyjnych, Treści i Technologii w Komisji Europejskiej. Odpowiadał m.in. za wsparcie trzech krajów w polityce telekomunikacji, cyberbezpieczeństwa, zielonych technologii informacyjno-komunikacyjnych i ich wdrażanie w przedsiębiorstwach. Uczestniczył w procesie tworzenia reform ekonomicznych, w tym w negocjacjach dot. Krajowych Programów Odbudowy oraz przewidzianych przez nie implementacji celów i kamieni milowych, a także w procedurze Semestru Europejskiego.
13 grudnia 2023 powołany na stanowisko podsekretarza stanu w Ministerstwie Finansów. Z upoważnienia ministra sprawuje merytoryczny nadzór nad zadaniami realizowanymi przez departamenty: Długu Publicznego, Rozwoju Rynku Finansowego, Efektywności Wydatków Publicznych i Rachunkowości oraz Departament Prawny. 
Ponadto nadzoruje Biuro Dyscypliny Finansów Publicznych, Komitet Standardów Rachunkowości oraz Polską Agencję Nadzoru Audytowego. Jest członkiem Komitetu Ekonomicznego Rady Ministrów oraz Zespołu do spraw Programowania Prac Rządu, reprezentuje Ministra Finansów w Stałym Komitecie Rady Ministrów. Pełni również funkcję Głównego Rzecznika Dyscypliny Wydatków Publicznych.